# آبجو ارزن

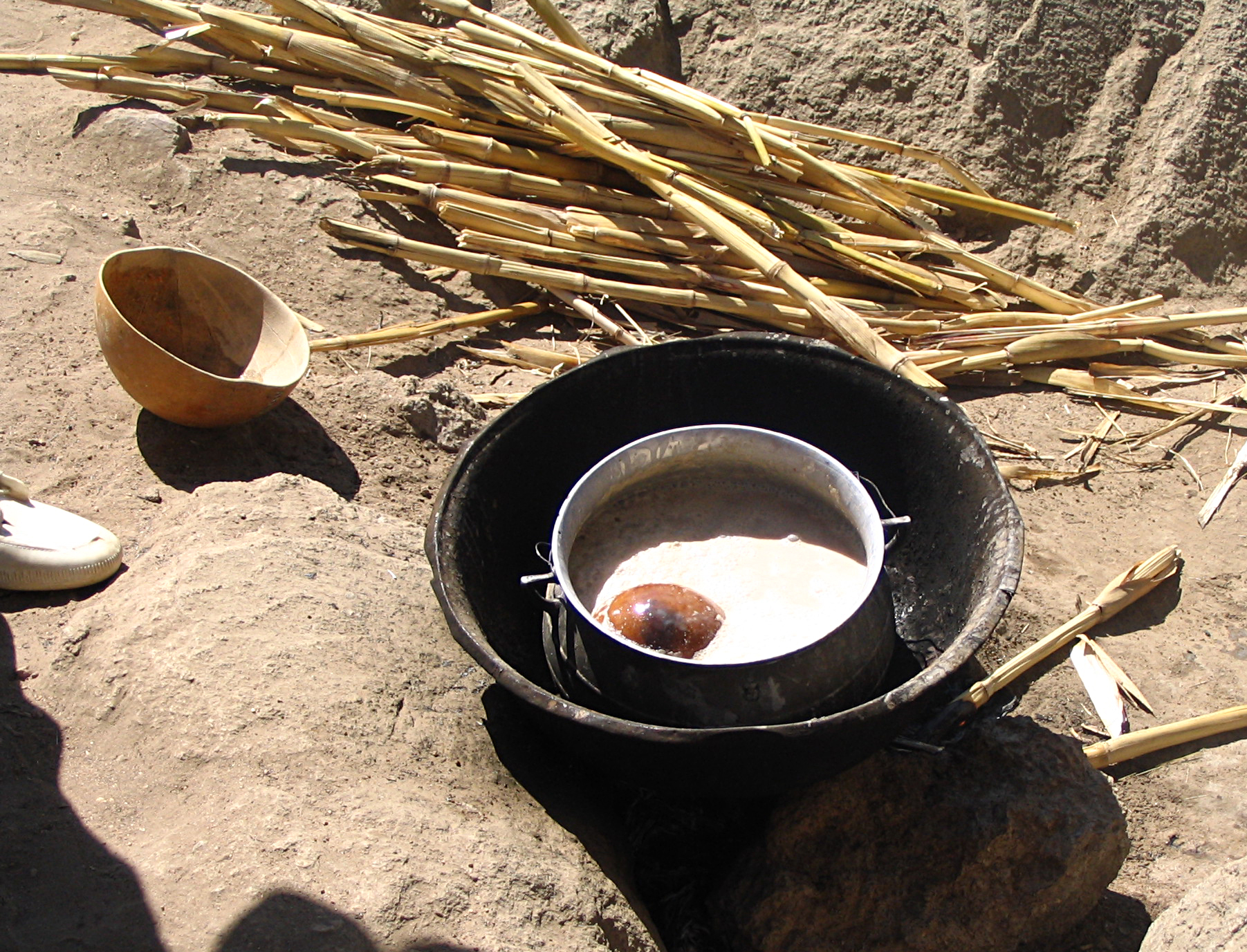
آبجوی ارزن در رومسیکی، استان شمالی دور، کامرون

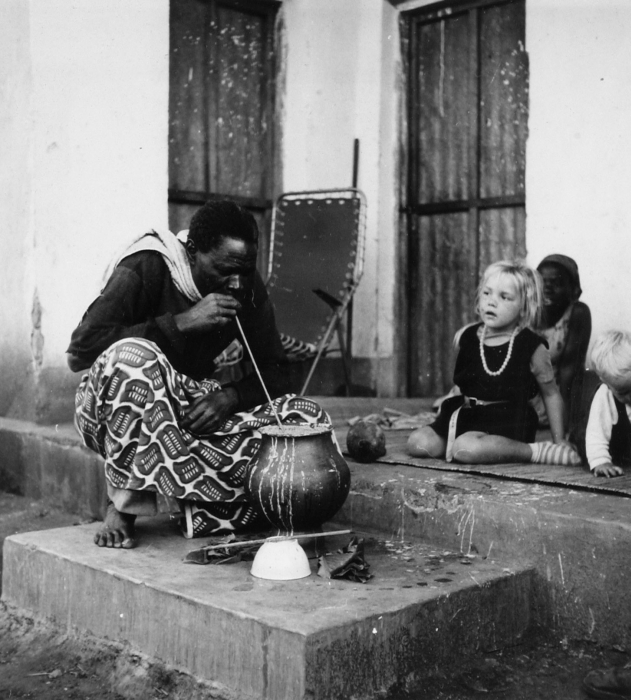
مردی در حال نوشیدن پومب در ایوان Bonno Thoden van Velzen (روستای Ibala، ۱۹۶۷).

آبجو ارزن، که به عنوان آبجو بانتو، مالوا, پومبه «تچوک» یا آبجو کدر نیز شناخته می‌شود، یک نوشیدنی الکلی است که از ارزن مالت شده تهیه می‌شود و در سرتاسر آفریقا رایج است. روند تولید آن در مناطق مختلف متفاوت است و در بخش‌های جنوبی آفریقا بیشتر به عنوان امکومبوتی شناخته می‌شود. آبجو مالت از نظر طعم و محتوای الکلی بین گروه‌های قومی متفاوت است. این نوشیدنی در کدو قلیانی سرو می‌شود.

## تولید
این نوع آبجو در سراسر آفریقا رایج است. نوشیدنی‌های آفریقایی مرتبط شامل آبجو ذرت و آبجو سورگوم است.
در بالکان و ترکیه، نوعی از آبجو مالت به نام بوزا تولید می‌شود.
در آمریکا، کارخانه آبجوسازی اسپریچر نوعی آبجو تولید می‌کند که شامل مخلوطی از مالت و سورگوم به نام شاکپارو است.
همچنین نوعی آبجوی ارزن نیز توسط آینوها تولید می‌شود.

## فرایند تولید
دانه‌های ارزن، با هدف افزایش محتوای مالتوز در دانه، ابتدا در آب گرم خیس می‌شوند تا جوانه بزنند. سپس ارزن را خشک می‌کنند تا فرایند جوانه‌زنی متوقف شود. دانه مالت شده سپس آسیاب شده و با آب مخلوط می‌شود. این مخلوط معمولاً به عنوان ورت شناخته می‌شود. سپس ورت به جوش می‌آید تا هر گونه آلودگی باکتریایی احتمالی را از بین ببرد. پس از اتمام فرایند جوشیدن و خنک شدن ورت، مخمر به آن اضافه می‌شود. سپس اجازه می‌دهند مخلوط تخمیر شود. کل این فرایند پنج روز طول می‌کشد.

## اهمیت فرهنگی
در بسیاری از فرهنگ‌های غرب آفریقا، آبجوی ارزن در تمام جنبه‌های زندگی روزمره نقش دارد، مانند:
- فداکاری‌ها؛
- آیین‌های گذار؛
- رقص‌ها؛
- تولدها، ازدواج‌ها، مراسم تدفین و مراسم تشییع جنازه؛
- پذیرایی از مهمان؛
- انعقاد قرارداد؛
- تعاونی‌های کشاورزی؛
- کاهگل کاری سقف؛
- کوبیدن در حیاط؛
- پروژه‌های ساختمانی خانگی (پرورش طویله)؛
- بحث و گفتگو بین بزرگان روستا؛
- گردهمایی‌های اجتماعی در خانه و بازار.[۷]

در برخی از فرهنگ‌های غرب آفریقا، زنان روستایی یک روز در هفته خانه‌های خود را به عنوان «میخانه» باز می‌کنند تا آبجوی ارزن بفروشند. این نقطه تجمع، انسجام اجتماعی را در روستا فراهم می‌کند. آبجوی ارزن در یک کدو حلوایی سرو می‌شود. نوشندگان، کالاباش (کدو) را با دست راست نگه می‌دارند و قبل از نوشیدن، چند قطره از آن را به افتخار اجداد روی زمین می‌ریزند. پس از نوشیدن، نوشندگان تفاله‌ها را به صورت خطی صاف روی زمین می‌ریزند.

## زبان‌شناسی
- آجون - آتسو (اوگاندا)
- مالوا - لوگاندا (اوگاندا)
- بیلبیل- گویزیگا (کامرون)
- پومبه- کیسواهیلی (اوگاندا)
- چوک (توگو)
- چیبوکو (آفریقای جنوبی و مرکزی)
- دولو - جیولا (آفریقای غربی، بورکینافاسو)
- Mbege or wari o mbeke - Chagga (تانزانیا)
- Mariisa - عربی سودانی (سودان)

## برای مطالعهٔ بیشتر
- هاگبلید، استیون و ویلهلم اچ. هولزاپفل. (۲۰۰۴). «صنعتی‌سازی آبجوسازی بومی آفریقا»، صنعتی‌سازی غذاهای تخمیری بومی، ویرایش دوم. شهر نیویورک: انتشارات CRC.